# Палкин, Евгений Алексеевич
Евгений Алексеевич Палкин (родился 9 мая 1953) — учёный, лауреат Государственной премии СССР, кандидат физико-математических наук, профессор, проректор по научной работе и заместитель председателя Учёного совета Российского нового университета, Почётный работник высшего профессионального образования Российской Федерации.

## Звания
Кандидат физико-математических наук, профессор,  проректор по научной работе Российского нового университета.
Заместитель председателя Учёного совета Российского нового университета.
Лауреат Государственной премии СССР в области техники (1990 год).
Почётный работник высшего профессионального образования Российской Федерации.

## Научная деятельность
Развил асимптотический подход и на его основе, с применением теории особенностей дифференцируемых отображений (теории катастроф) решил ряд важных прикладных задач геометрической теории дифракции, фокусировок волновых полей. Создал численный метод построения равномерной асимптотики для описания дифракционных структур электромагнитных полей в областях структурно-устойчивых пространственно-временных фокусировок, возникающих при распространении излучения в сложных неоднородных диспергирующих средах.
В настоящее время ведёт активную научно-исследовательскую работу в рамках научных программ Министерства Образования РФ, РФФИ и организационную работу по развитию научных исследований в РосНОУ.

## Преподавание
Некоторое время преподавал в качестве профессора на кафедре волновых процессов и систем управления ФРТК МФТИ

## Научные работы
- Глухова С., Палкин Е. А. ТЕОРИЯ КАТАСТРОФ В СТАТИСТИЧЕСКОМ АНАЛИЗЕ МНОГОМОДАЛЬНЫХ РАСПРЕДЕЛЕНИЙ. ТВП, 49:3 (2004), 485—502
- Ипатов Е. Б., Лукин Д. С., Палкин Е. А. ЧИСЛЕННЫЕ МЕТОДЫ РАСЧЁТА СПЕЦИАЛЬНЫХ ФУНКЦИЙ ВОЛНОВЫХ КАТАСТРОФ. Ж. вычисл. матем. и матем. физ., 25:2 (1985), 224—236
- Крюковский А. С., Палкин Е. А., Чилингир Е. Ю. КАСПОИДНЫЕ УГЛОВЫЕ КАТАСТРОФЫ В ТЕОРИИ ДИФРАКЦИИ ВОЛН НА МЕТАЛЛИЧЕСКИХ ЭКРАНАХ // Тез. докл. X Всесоюзн. симпоз. по дифр. и распростр. волн. 1990. Винница / М., Физическое общество. Волны и дифракция — 90. 1990. — С. 29-32.
- Kryukovsky A.S., Palkin E.A., Chelenger E.Yu. CONSTRUCTION OF UNIFORM ASYMPTOTICS USING THE METHOD OF EDGE AND CORNER CATASTROPHES. // Abstracts XX11 General assembly of the International union of radio science / Prague: URSI. 1990. V.2, — p. 393.
- Крюковский А. С., Лукин Д. С., Палкин Е. А., Жирухина Е. Ю. МАТЕМАТИЧЕСКОЕ ОПИСАНИЕ ДИФРАКЦИОННЫХ ЭФФЕКТОВ ПРИ ОРГАНИЗАЦИИ СВЯЗИ С МНОГОМОДУЛЬНЫМИ КОСМИЧЕСКИМИ СТАНЦИЯМИ // Тез. докл. ХLII Всесоюзн. научн. сессии, посвящённой Дню радио / М.: Радио и связь, 1989. Часть 1. — C. 56-57.
- Жирухина Е. Ю., Крюковский А. С., Палкин Е. А. ЧИСЛЕННОЕ И ЭКСПЕРИМЕНТАЛЬНОЕ ИССЛЕДОВАНИЕ ДИФРАКЦИИ ЭЛЕКТРОМАГНИТНОЙ ВОЛНЫ НА ЭКРАНЕ С УГЛОВОЙ ТОЧКОЙ // Распространение и дифракция волн. Сб. / М.: МФТИ, 1988. — С. 129—143.